# 基利梅济河
基利梅济河（羅馬化：Kilmez）或基利梅兹河是俄罗斯的一条河流。流经乌德穆尔特共和国和基洛夫州，是维亚特卡河的一条支流。该河长270千米，流域面积17,525平方千米。基利梅济河在每年11月到次年四月下旬为冰冻期。河畔聚居地有基利梅济。
基利梅济河的主要支流为：倫蓬河、洛班河、瓦拉河。